# Passage Sainte-Anne-Popincourt
Le passage Sainte-Anne-Popincourt est une voie du 11e arrondissement de Paris, en France.

## Situation et accès
Le passage Sainte-Anne-Popincourt est situé dans le 11e arrondissement de Paris. Il débute au 42, rue Saint-Sabin et se termine au 43, boulevard Richard-Lenoir.

## Origine du nom
Ce passage porte le nom donné par le propriétaire. 

## Historique
La voie est ouverte en 1839 sous sa dénomination actuelle.
Le 30 janvier 1918, durant la première Guerre mondiale, le no 9 passage Sainte-Anne-Popincourt est touché lors d'un raid effectué par des avions allemands.